# صيف لا ينسى (فلم)
صيف لا ينسى فيلم وثائقي لبناني عرض عام 2007، من إخراج وإنتاج كارول منصور. يصف الفيلم حالة الدمار التي خلفها الإحتلال الإسرائيلي في حرب تموزعلى جنوب لبنان عام 2006، والتي جاءت عقب قيام حزب الله بأسر جنديين من جيش الإحتلال، ويتطرق الفليم إلى ما وراء الأخبار والعناوين إلى المعاناة الحقيقية على أرض الواقع. عرض الفيلم في عدة مهرجانات معنية بحقوق الإنسان في مختلف البلدان في كندا ونيوزيلاندا وإيطاليا.

## قصة الفيلم
يتحدث الفيلم عن الحرب التي استمرت أربعة وثلاثون يوماً، ويستكشف الدمار الذي لحق بالشعب المحاصر في منطقة جنوب لبنان، حيث قام الاحتلال الإسرائيلي بتدمير أكثر من ثلاثين ألف منزلاً، وقتل ما يزيد عن 1200 مدني وإصابة 4000 آخرين، ونزوح أكثر من مليون شخص ويعرض أيضاً الضرر البيئي الذي خلفه الاحتلال من تسرب وتلوث 80 كيلومتراً من ساحل البحر الأبيض المتوسط بالنفط، والعديد من الكوارث الأخرى. في لقطات لم يعرضها الإعلام الغربي، كما قام الاحتلال بقصف الموانئ والمطارات والمعابر الأمر الذي منع دخول المستلزمات المعيشية الأزمة، ومنع الناس من مغادرة منطقة الحرب ودمر الطرقات والجسور ليصعب عملية التنقل في أنحاء لبنان.

## الجوائز
الجوائز التي حصل عليها:
- جائزة أفضل فيلم تسجيلي في مهرجان السينما في نيوزيلاندا عام 2007.
- جائزة لجنة التحكيم في مهرجان sole luna في إيطاليا عام 2009.